# Neumann U 87

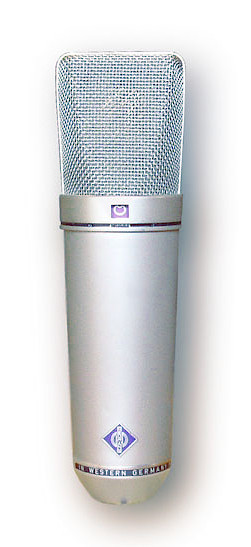

Das Neumann U 87 ist ein seit 1967 von der Georg Neumann GmbH hergestelltes Kondensatormikrofon. Es ist das weltweit am längsten produzierte Mikrofon dieses Typs.

## Varianten und Merkmale
Das U 87 wird in der gleichen Gehäuseform wie das noch röhrenbasierte U 67 produziert. Das U 87 verwendete von Anfang an die noch heute übliche Phantomspeisung von 48 Volt. 
Die Elektronik des U 87 ist schlicht ausgeführt; die gesamte Schaltung wurde um einen einzigen Feldeffekttransistor aufgebaut, entweder den 2N3819 oder den 2N4302. Das Mikrofon verfügt über eine umschaltbare Richtcharakteristik (Kugel, Niere oder Acht) und ist mit einer zuschaltbaren Vordämpfung (10 dB) und Tiefenabsenkung gegen Trittschall ausgestattet. Bis heute verfügt es über einen induktiven Ausgangsübertrager. Das Mikrofon kann Schalldruckpegel bis 127 dB übertragen, was bei Markteinführung ein für Kondensatormikrofone sehr guter Wert war.
Die Kapsel hat einen Durchmesser von 34 mm, die Membran selbst von 26 mm.
Da die heute übliche Phantomspeisung sich bei der Markteinführung des Mikrofones noch nicht durchgesetzt hatte, ließ sich das ursprüngliche U 87 alternativ auch aus zwei 15F20-Batterien betreiben, die beispielsweise in damaligen Fotoblitzgeräten üblich waren. Das aufschraubbare Mikrofongehäuse besaß dafür ein Batteriefach.
1986, als die Batteriespeisung praktisch nicht mehr benötigt wurde, erschien das U 87 A, das auf das Batteriefach verzichtete und den freien Platz für einen Gleichspannungswandler nutzte, der die Polarisationsspannung der Mikrofonkapsel auf die 60 Volt hinaufsetzte, für die sie ursprünglich konstruiert ist. Dadurch bietet das U 87 A deutlich höhere Ausgangspegel (12 dB bei Nierencharakteristik) sowie ein etwas besseres Signal-Rausch-Verhältnis als das erste Modell.
Ein kleines i hinter der Typenbezeichnung kennzeichnet die Ausführung mit dreipoligem XLR-Anschluss.

## Verwendung
Das U 87 gehört bis heute zur Standardausstattung bei professionellen Tonaufnahmen und gilt seit seinem Erscheinen als Referenz für ein naturnahes, ausgewogenes, detailreiches Klangbild. Es wird bevorzugt in klassischen Musikaufnahmen, aber auch für Sprachaufnahmen eingesetzt, als hochwertiges Studio-Gesangsmikrofon auch in der Popmusik.  In der Beschallungs- und Bühnentechnik wird es dagegen nur selten eingesetzt, da es abgesehen vom Beschädigungsrisiko wegen seiner Größe nicht elegant aussieht.

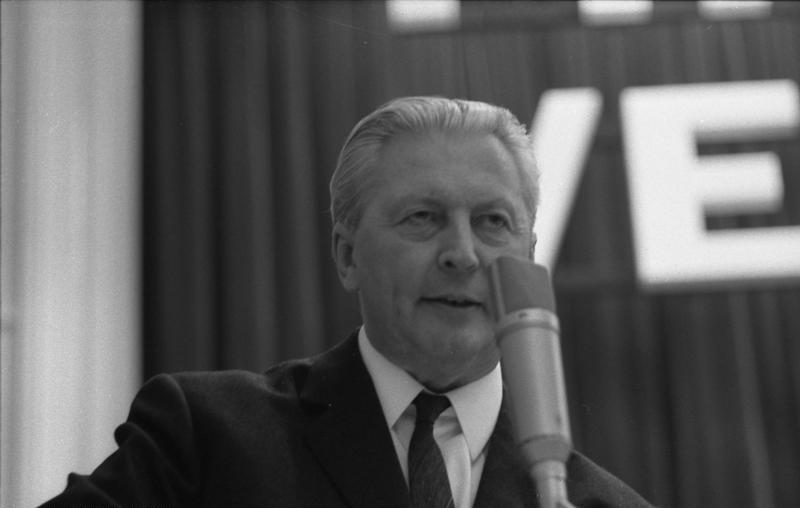
Kurt Georg Kiesinger 1968 mit U 87.
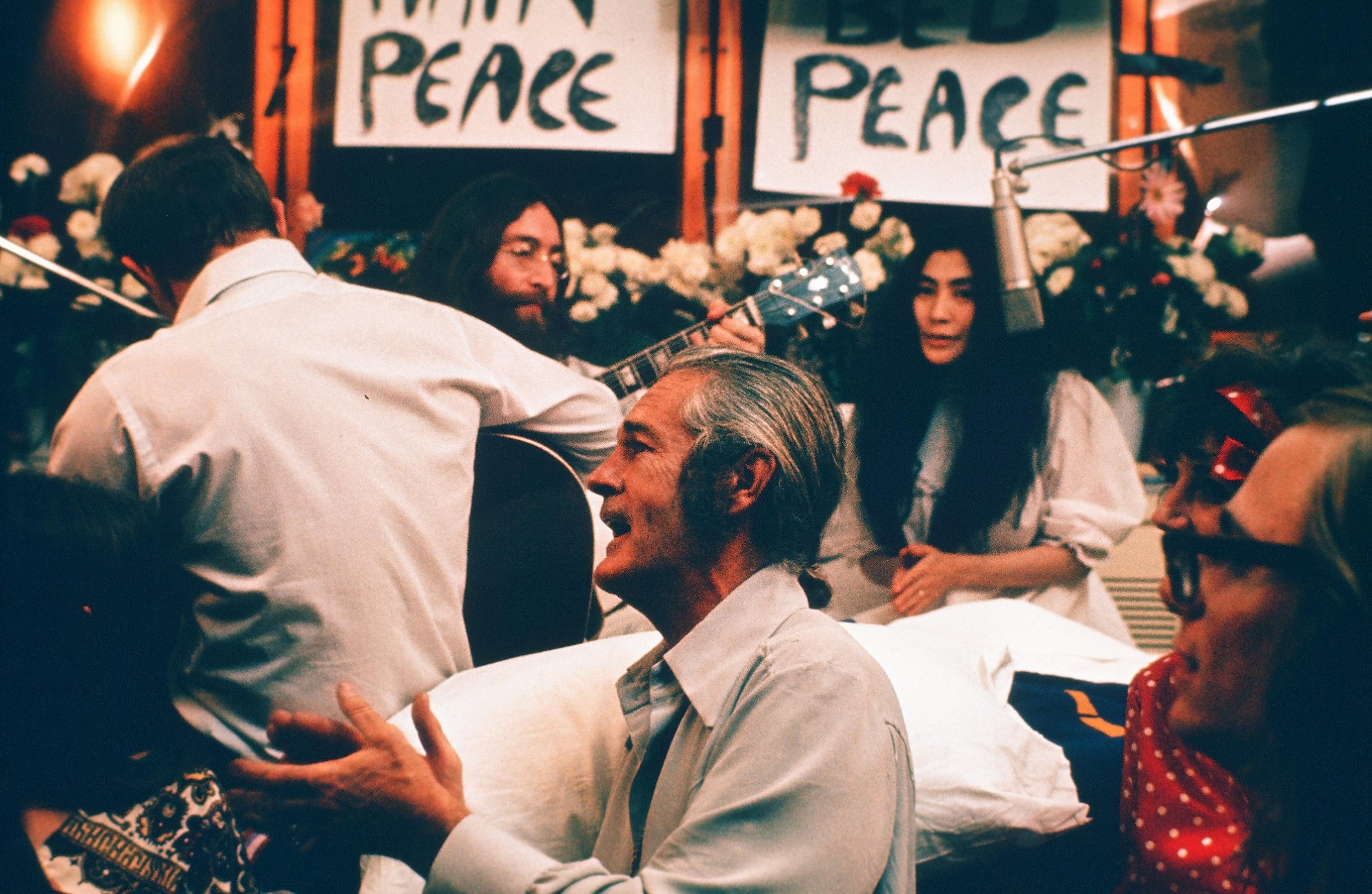
John Lennon und Yoko Ono mit U 87 (rechts, 1969)
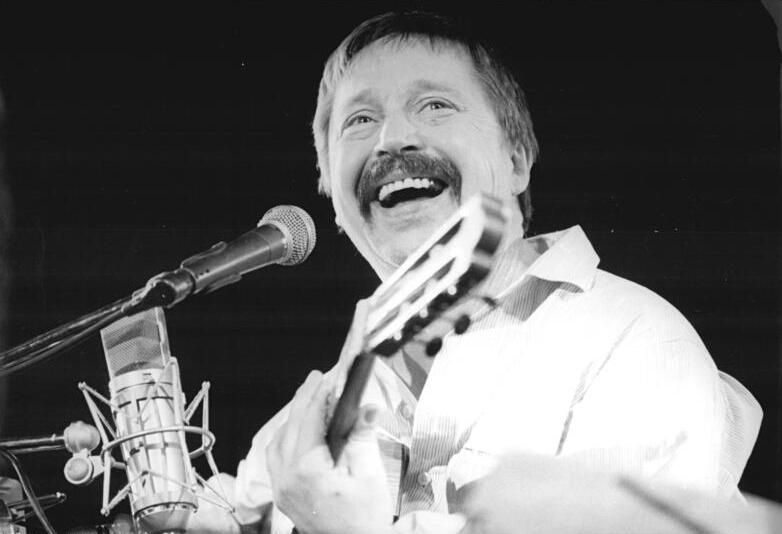
Wolf Biermann 1989 in Leipzig
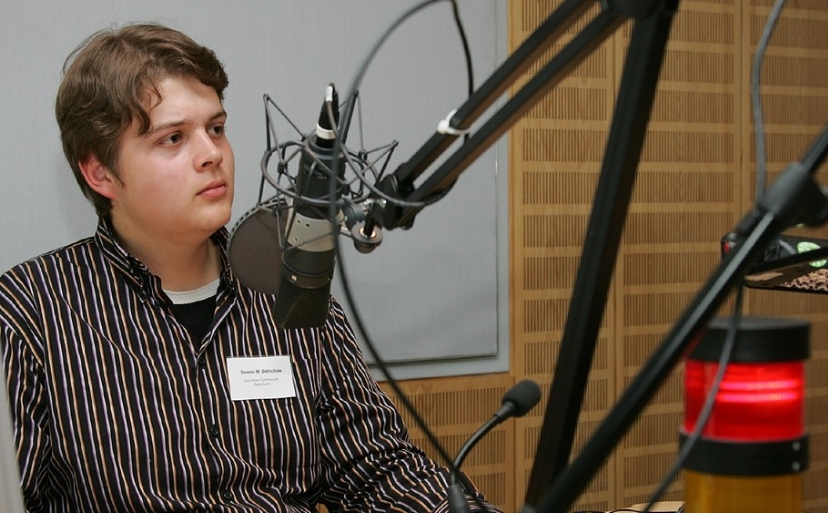
Schwarzes U 87 Ai in einer Spinne montiert

Die Form des U 87 war stilbildend für zahlreiche spätere Großmembran-Kondensatormikrofone und die Technik Vorlage verschiedener Kopien. Es ist auf zahlreichen historischen Fotos abgebildet. Ein Bild des Philosophen Theodor W. Adorno mit dem Mikrofon ist auf dem Bucheinband des Werks Medien-Intellektuelle in der Bundesrepublik (2020) des Historikers Axel Schildt abgebildet.